# Ледукс, Крис
Крис Ли Ледукс, англ. Chris Lee LeDoux (2 октября 1948 года — 9 марта 2005 года) — американский исполнитель в жанре кантри, автор песен, скульптор, чемпион родео. 

## Родео
В 1970 году Ледукс стал профессиональным ковбоем родео, участвующем в национальных соревнованиях. Чтобы оплатить расходы на переезды по стране, он начал сочинять песни, описывающие его образ жизни. В течение двух лет он написал достаточно много песен, чтобы составить альбом. Вскоре Ледукс вместе с отцом основал компанию звукозаписи «American Cowboy Songs». После записи песен, он начал продавать свои альбомы на соревнованиях по родео.
Годы тяжелой работы принесли свои плоды в 1976 году, когда Ледукс выиграл национальные соревнования по родео в Оклахома-Сити. Это вызвало внимание со стороны общественности также и к его песенному творчеству.
Ледукс оставил родео в 1980 году, чтобы вылечить полученные травмы и проводить больше времени со своей семьей.

## Музыкальная карьера
Ледукс начал давать концерты. Они были очень популярны. К 1982 году он продал более чем 250 000 копий своих альбомов, практически безо всякой рекламы. К концу десятилетия он выпустил двадцать два альбома.
Несмотря на предложения от различных лейблов звукозаписи, Ледукс отказывался подписать контракты, желая сохранять независимость и полный контроль над своей работой.
Он спел дуэтом с популярным кантри-исполнителем Гартом Бруксом.

## Болезнь и смерть
В 2000 году Ледукс серьёзно заболел, ему потребовалась пересадка печени. Гарт Брукс предложил стать донором, однако медики нашли несовместимость. Был найден другой донор. После операции Ледукс выпустил ещё 2 альбома и умер 9 марта 2005 года от осложнений после болезни.